# Момсен, Тейлор
Те́йлор Мише́ль Мо́мсен (англ. Taylor Michel Momsen; род. 26 июля 1993 года, Сент-Луис, Миссури, США) — американская певица, музыкант, актриса и фотомодель. С 2009 года — лидер рок-группы The Pretty Reckless.

## Биография

### Ранние годы
Родилась в Сент-Луисе, Миссури, в семье Майкла и Коллет Момсен. По собственному признанию, имеет «российские корни»: предки её матери, этнической немки, проживали в Одессе во времена Российской империи. Её младшая сестра, Слоун Момсен (род. 20 декабря 1996), также избрала карьеру актрисы. С ранних лет, благодаря музыкальным пристрастиям отца, заинтересовалась рок-н-роллом.
Момсен воспитывалась в обстановке католицизма, окончила курс начальной школы в католической школе Лурдской Божией матери, затем посещала среднюю школу им. Герберта Гувера в Потомаке (штат Мериленд). Изучала танцы в Центре творчества в Сент-Луисе. Когда ей было 2 года, родители подписали контракт с модельным агентством Ford Models; Момсен вспоминает об этом так: «Никто, когда ему два года, не хочет работать, но у меня не было выбора. Я всё время проводила или в школе, или там. Друзей у меня не было. Я постоянно работала, и у меня не было настоящей жизни». Таким образом, Момсен начала профессиональную карьеру с трёх лет, снявшись в 1997 году рекламе Shake N' Bake.
В возрасте 8 лет Момсен написала и исполнила с продюсером песню «Blackout», которую впоследствии, в 2010 году, исполнила телеведущая Хайди Монтаг. Момсен по этому поводу сказала: «Ну, я так по этому поводу думаю: окей, чувиха, ты исполняешь песни восьмилетней девочки, это клёво. Это реально забавно, потому что я эту песню никому не продавала, ничего такого. И тут мне звонят: „Ты написала песню для Хайди Монтаг?“ А я такая: „Чё?!“». Впоследствии эта запись была включена в дебютный альбом Монтаг «Superficial» (2010).

### Карьера актрисы
Первой значительной ролью для Момсен стала роль в фильме «Пророк смерти» с Деннисом Хоппером. В 2000 году снялась в фильме «Гринч — похититель Рождества» с Джимом Керри. В 2002 году она сыграла роль Гретель в фильме «Гензель и Гретель», в фильме «Дети шпионов 2: Остров несбывшихся надежд» и в драме «Мы были солдатами». Последующие три года Момсен нигде не снималась. После 2006 года она сыграла в «Параноид-парк», «Спасая Шерлока» и «Суперпёс». Пробовалась на роль Ханны Монтаны. В том же году вышел детский фильм с участием Момсен «Фома неверующий». В 2007 году Момсен прошла кастинг на роль Дженни Хамфри в сериале «Сплетница», и эта роль принесла ей впоследствии широкую известность. Летом 2011 года Момсен сообщила, что оканчивает карьеру актрисы, чтобы полностью сконцентрироваться на музыке.

### Mузыкальная карьера

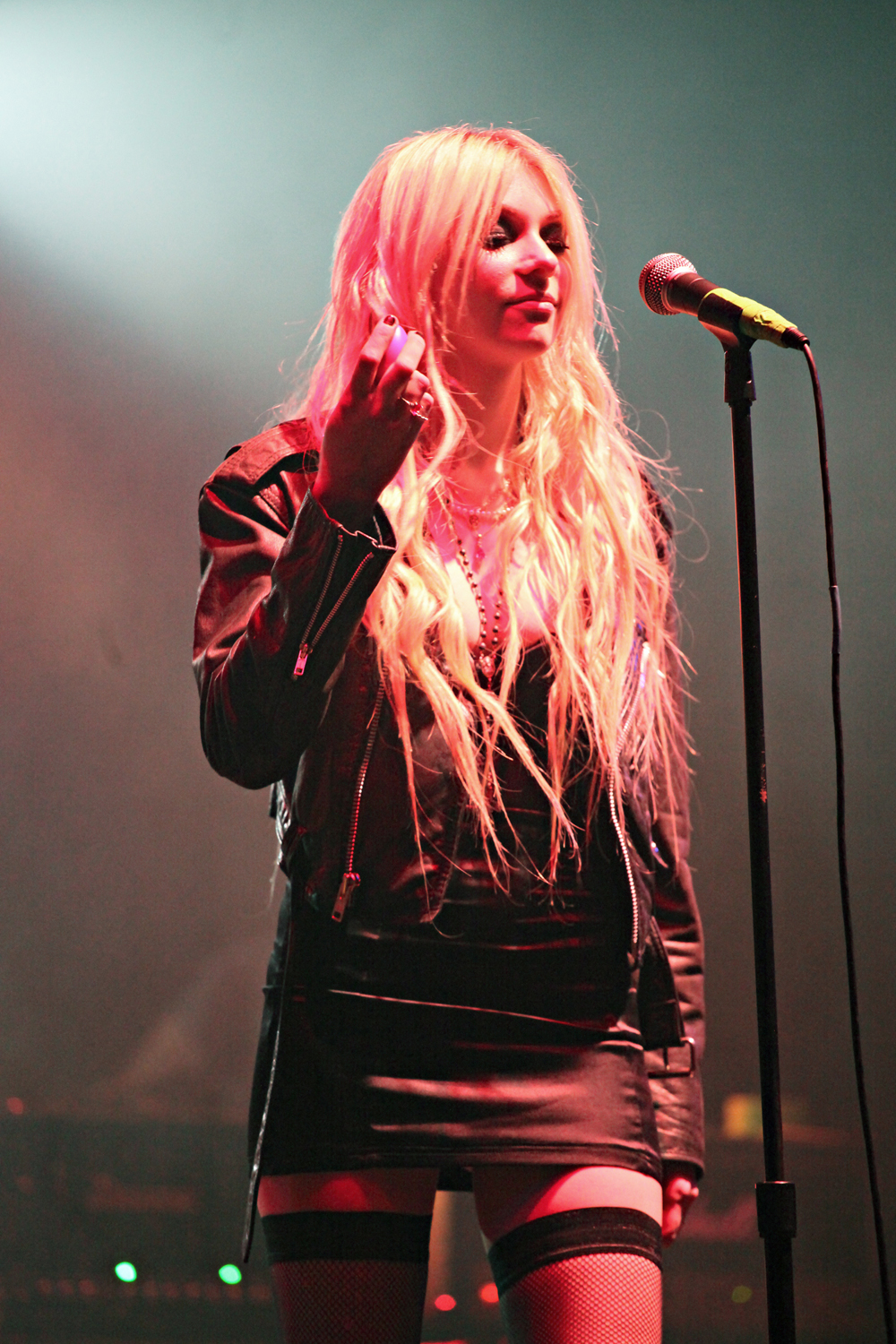
Момсен на концерте (2010)

Момсен говорила, что «музыка — там, где я могу быть собой», утверждая, что «играть в кино — просто. Я очень долго этим занимаюсь и очень это люблю. Но ты изображаешь персонажа, не себя. Музыка — вещь более личная, потому что именно ты придумываешь её, и участвуешь в каждом этапе её создания». В возрасте пяти лет Момсен записала песню «Рождество, отчего я не могу найти тебя?» для фильма «Гринч — похититель Рождества». В 2002 году она записала песни «Голосок» и «Красноносый олень Рудольф» для сборника «School’s Out! Christmas».
В 2009 году Момсен сообщила в интервью журналу «ОК!», что её группа The Pretty Reckless подписала контракт с Interscope Records. Первый тур она совершила весной 2009 года, участвуя в разогреве у группы The Veronicas. После тура Момсен начала работать с гитаристом Беном Филлипсом, который вскоре присоединился к группе. Прежние участники её покинули. Момсен пишет песни вместе с Филлипсом, а также, в придачу к вокалу, играет на ритм-гитаре.
Дебютный альбом группы «Light Me Up» вышел 30 августа 2010 года в Великобритании. Первый сингл, «Make Me Wanna Die», вышел 30 мая 2010 года, второй, «Miss Nothing» — 23 августа; третьим был «Just Tonight». В 2010 году песня группы The Pretty Reckless — «Make Me Wanna Die» стала саундтреком к фильму «Пипец». Летом певица выпустила свой первый клип на песню «Miss Nothing» и практически всё лето находилась в туре; также в том году она поучаствовала в гастролирующем фестивале Warped.
Осенью 2011 года Момсен со своей группой выступала в туре вместе с Evanescence, в 2012 году проехала по Северной Америке с туром «Medicine», окончив его выступлением в поддержку мирового турне Мерилина Мэнсона «Эй, жестокий мир…». Также исполнила с Мэнсоном на Revolver Golden Awards песню «The Dope Show». В 2012 году участвовала в качестве приглашённой вокалистки в записи первого трека для альбома бывшего члена группы Ministry Пола Баркера.
Сама Момсен называет в качестве источников влияния на её музыку группы Nirvana, Led Zeppelin, The Beatles, The Who, Pink Floyd, AC/DC, а также персонально Ширли Мэнсон из группы Garbage.

### Работа моделью
В 2008 году, в 14-летнем возрасте, Момсен подписала контракт с агентством IMG Models. Была лицом коллекции весенне-осеннего сезона 2010 года британского ретейлера одежды New Look. 15 июля 2010 года было объявлено, что Момсен стала лицом новой коллекции одежды Material Girl от Мадонны и её дочери Лурдес. Помимо этого, в том же году Момсен снялась в рекламе духов Джона Гальяно, а также появилась в рекламе его духов «Parlez-Moi d’Amour». В настоящее время Момсен участвует в рекламе линии сумок Саманты Тавасы.
В 15 лет, в 2009 году, появлялась на обложке Page Six Magazine, в феврале 2010 года — на обложке журнала Seventeen. В октябре 2010 года Момсен в туфлях на высоких каблуках, чулках и кобуре, закреплённой на бедре, появилась на обложке журнала «Револьвер», два месяца спустя — на обложке французского журнала Rock One, затем, в 2012 году — в журнале FHM, который поставил её на 29 место в своём ежегодном рейтинге. В 2013 году снялась для обложки журнала «Maxim».

## Фильмография
| Год       |   | Русское название                          | Оригинальное название                 | Роль                      |
| --------- | - | ----------------------------------------- | ------------------------------------- | ------------------------- |
| 1998      | с | Завтра наступит сегодня                   | Early Edition                         | Элли                      |
| 1999      | ф | Пророк смерти                             | The Prophet's Game                    | Хани Би Суон              |
| 2000      | ф | Гринч — похититель Рождества              | How the Grinch Stole Christmas        | Синди Лу Кто              |
| 2002      | ф | Мы были солдатами                         | We Were Soldiers                      | Джули Мур                 |
| 2002      | ф | Гензель и Гретель                         | Hansel and Gretel                     | Гретель                   |
| 2002      | ф | Дети шпионов 2: Остров несбывшихся надежд | Spy Kids 2: The Island of Lost Dreams | Александра                |
| 2006      | с |                                           | Misconceptions                        | Хоппер Уотсон             |
| 2006      | ф | Спасая Шайло                              | Saving Shiloh                         | Саманта Уоллас            |
| 2007      | ф | Параноид-парк                             | Paranoid Park                         | Дженнифер                 |
| 2007      | ф | Суперпёс                                  | Underdog                              | Молли                     |
| 2007—2012 | с | Сплетница                                 | Gossip Girl                           | Дженнифер «Дженни» Хамфри |
| 2008      | ф | Фома неверующий                           | Spy School                            | Мэдисон Крамер            |

## Дискография

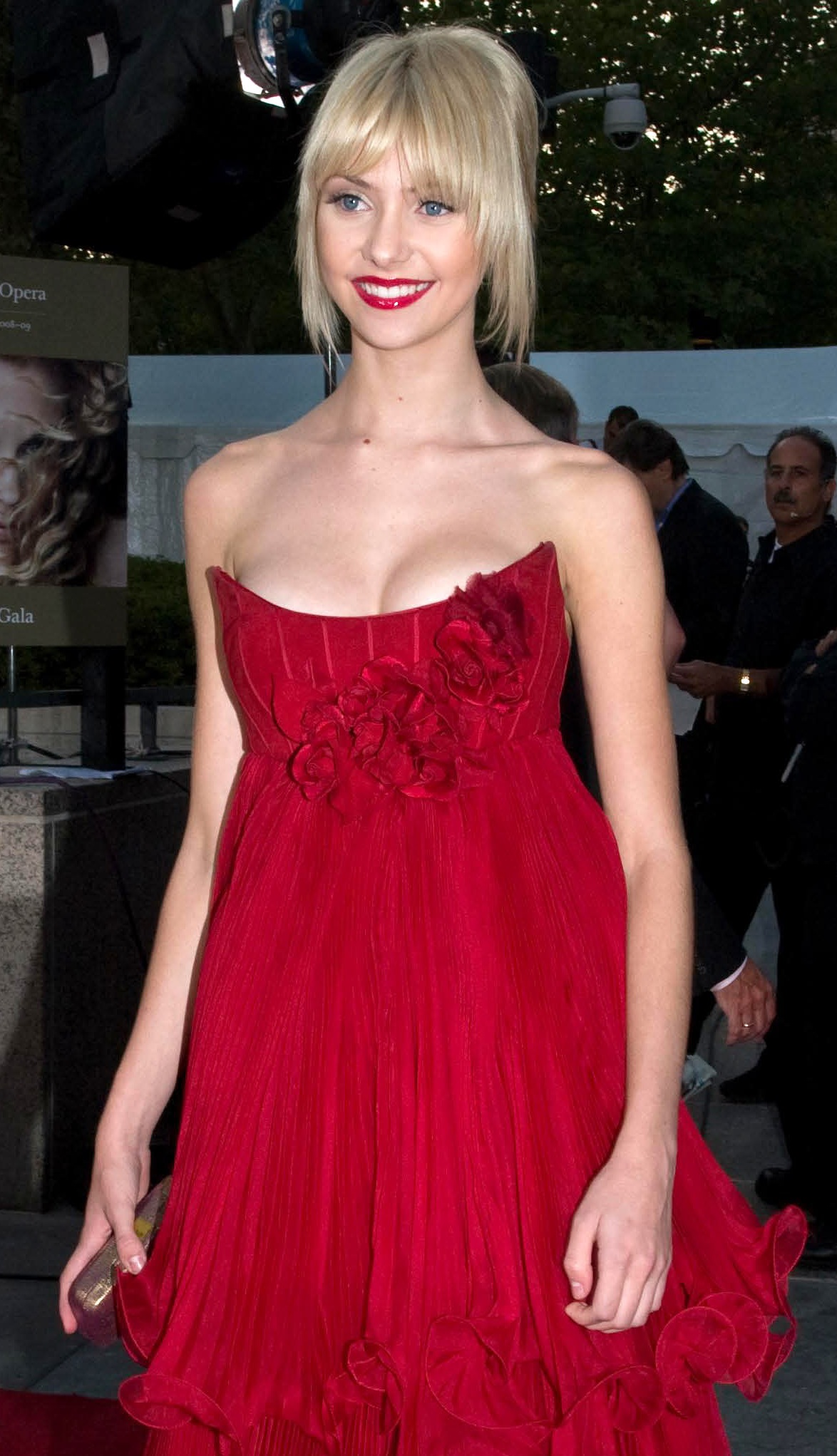
Тейлор Момсен в Метрополитен-опера, 2008 год

### Студийные альбомы
- Light Me Up (2010)
- Going To Hell (2014)
- Who You Selling For (2016)
- Death by Rock and Roll (2021)

### Мини-альбомы
- The Pretty Reckless (2010)
- Hit Me Like a Man  (2012)
- Other Worlds (2022)

### Синглы
- «Make Me Wanna Die» (2010)
- «Miss Nothing» (2010)
- «Just Tonight» (2010)
- «Kill Me» (2012)
- «You» (2012)
- «Going to Hell» (2013)
- «Heaven Knows» (2013)
- «Messed Up World» (2014)
- «House on a Hill» (2014)
- «Follow Me Down» (2014)
- «Take Me Down» (2016)
- «Oh My God» (2016)
- «Prisoner» (2016)
- «Death by Rock and Roll» (2020)